# Câmpia Moldovei de Nord
În regionarea fizico-geografică, numele de Câmpia Moldovei de Nord poate avea un înțeles:
- larg, cu referire la arealul format din Câmpia Prutului de Mijloc și Câmpia Bălțiului (cunoscută și ca fiind Câmpia Cuboltei Inferioare),[1][2] delimitat între râul Prut (situat la vest), Platoul Moldovei (situat la nord), Podișul Nistrului (situat la est), Dealurile Ciulucurilor și Podișul Moldovei Centrale (situate la sud-est și sud).[3]
- restrâns: cu referire doar la Câmpia Bălțiului[4][5][6] (Câmpia Cuboltei Inferioare)[1]

Arealul Câmpiei Moldovei de Nord face parte din Podișul Moldovei, fiind inclus subregiunii Câmpiei Moldovei. Există însă și autori care îl includ Podișului Moldovei de Nord.
În ce privește regionarea biogeografică, cele două unități de podiș ale Câmpiei Moldovei de Nord aparțin:
- zonei de silvostepă prin Câmpia Prutului de Mijloc
- zonei de stepă prin Câmpia Bălțiului